# Dietmar Zint

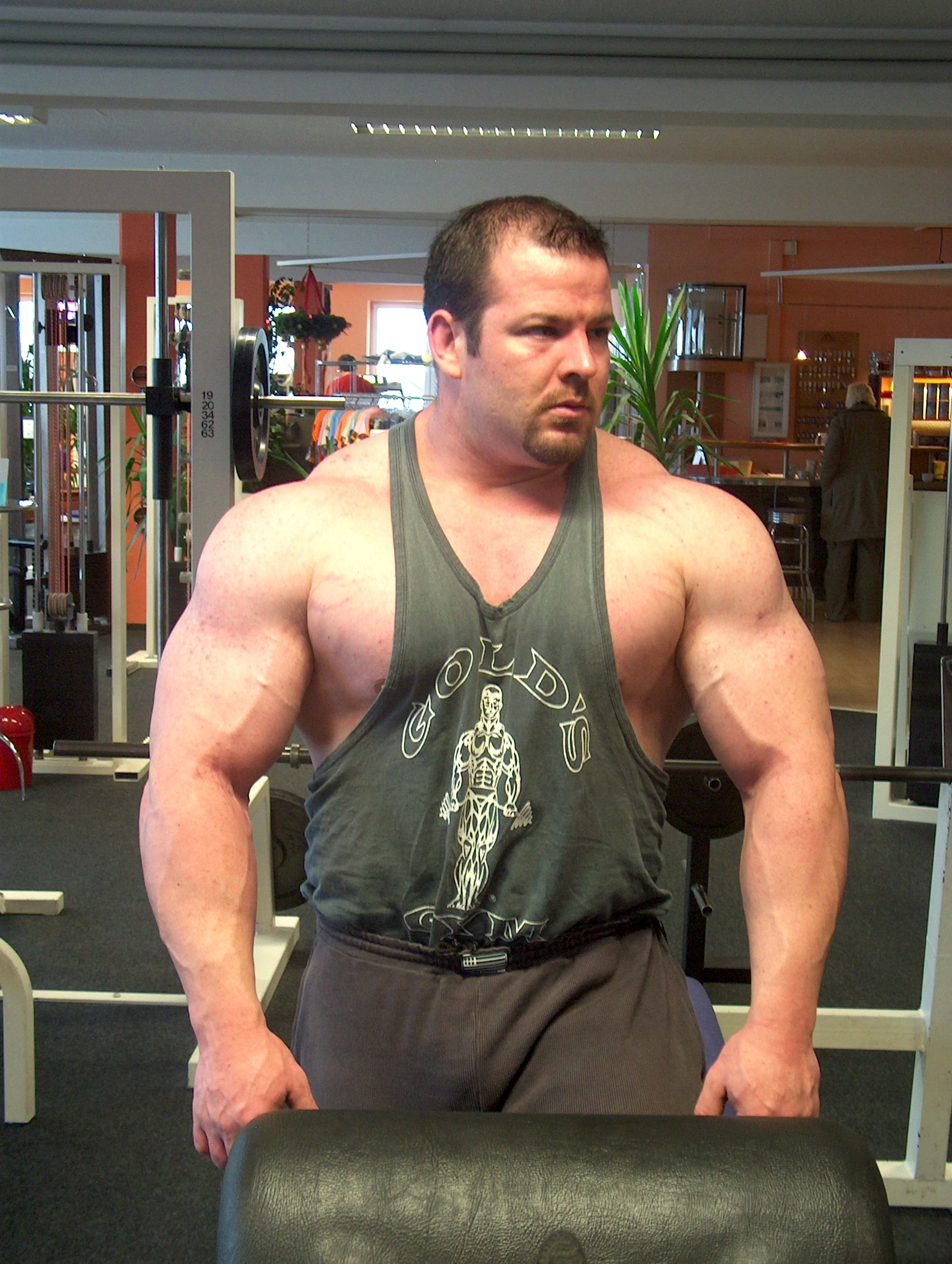
Dietmar Zint

Dietmar Zint (* 24. Januar 1977 in Immenstadt im Allgäu) ist ein deutscher Kraftsportler der Disziplinen Kraftdreikampf, Bankdrücken, Strongman und Steinheben. Er war mehrfacher Weltmeister, Weltcupsieger und Deutscher Meister im Kraftdreikampf und Weltrekordhalter in der Einzeldisziplin Bankdrücken.

## Karriere
Zint war seit seinem 9. Lebensjahr Leistungsturner und begann seine Kraftsportkarriere im Alter von 18 Jahren. 1999 nahm Zint das erste Mal an der Bayerischen Meisterschaft im Kraftdreikampf und damit auch erstmals an einem professionellen Wettbewerb teil. Mit 260 kg Kniebeuge, 180 kg Bankdrücken und 260 kg Kreuzheben stellte er hierbei einen neuen schwäbischen Juniorenrekord auf. Noch im selben Jahr gewann Zint ebenfalls den Deutschen Juniorenmeistertitel im Kraftdreikampf und wurde in den deutschen Junioren A-Kader berufen. Im Jahr 2000 gewann Zint Junioren-WM Gold im Bankdrücken und setzte dabei mit 230 und 240 kg neue deutsche Junioren-Rekorde.
Im folgenden Jahr wurde er in den deutschen A-Kader der Aktiven berufen und überbot bei der WM auch dort den deutschen Bankdrückrekord. In den folgenden Jahren gewann er durchgängig von 2002 bis 2006 den Deutschen Meistertitel im Kraftdreikampf und erwarb zahlreiche weitere nationale und internationale Titel. Bei der Deutschen Dreikampf-Meisterschaft 2004 stellte Zint mit 1052 kg das höchste bis dato von einem deutschsprachigen Athleten gezeigte Dreikampftotalgewicht und dabei zudem mit 291 kg einen neuen Weltrekord im Bankdrücken auf. Von dem dazu stattgefundenen Training wurde unter dem Titel "Dietmar Zint – 1052" ein Film veröffentlicht.
Zint trainierte dreimal wöchentlich und wog bei einer Körpergröße von 183 cm durchschnittlich 137 – 144 kg. Sein Oberarm maß in Bestform 57 cm, sein Oberschenkel 87 cm im Umfang.
Seit 2007 hat sich Zint größtenteils aus dem Profisport zurückgezogen und leitet heute eine Versicherungs-Bezirksdirektion. Er hat zudem noch vereinzelt Werbe- und Medienauftritte, wie 2008 in der Fernsehshow „Guinness World Records - Die größten Weltrekorde“.

## Sportliche Erfolge
Zint ist der einzige deutschsprachige Athlet, der in einem Wettkampf über 400 kg Kniebeuge und über 300 kg Bankdrücken gezeigt hat. Zint war mehrfacher Weltmeister im Kraftdreikampf mit Weltrekord und zehnfachem Europarekord in der Einzeldisziplin Bankdrücken, mehrfacher Weltcupsieger, achtfacher Deutscher Meister im Kraftdreikampf und nationaler Meister im Steinheben und stellte zudem neue deutsche Rekorde in allen Teildisziplinen des Kraftdreikampfes auf.

### Bestleistungen
- Kniebeuge: 425,00 kg
- Bankdrücken: 301,50 kg
- Kreuzheben: 350,00 kg
- Total: 1065,00 kg

Mit einem Dreikampftotalgewicht von 1052 kg und später 1065 kg war Zint 2004 „der stärkste deutschsprachige Kraftdreikämpfer aller Gewichts- und Altersklassen, aller Verbände, aller Zeiten“.

### Junioren
- 1999 – Deutscher Meister im Kraftdreikampf
- 2000 – Deutscher Meister im Kraftdreikampf
- 2000 – Vize-Europameister im Bankdrücken
- 2000 – Weltmeister im Bankdrücken

### Aktive
- 2001 – WM-Bronze im Bankdrücken
- 2001 –  Lechfeldcup Gesamtsieger
- 2002 – Deutscher Meister im Kraftdreikampf
- 2002 – Weltcup-Sieger im Kraftdreikampf
- 2002 – Vize-Weltmeister im Kraftdreikampf
- 2003 – Deutscher Meister im Kraftdreikampf
- 2004 – Deutscher Meister im Kraftdreikampf
- 2004 – Weltmeister im Kraftdreikampf
- 2004 – Weltcup-Sieger im Kraftdreikampf
- 2005 – Deutscher Meister im Kraftdreikampf
- 2005 – Deutscher Meister im Bankdrücken
- 2005 – Deutscher Strongman Vizemeister
- 2005 – Weltmeister im Kraftdreikampf
- 2006 – Deutscher Meister im Kraftdreikampf
- 2006 – Deutscher Meister im Bankdrücken
- 2006 – Deutscher Meister im Steinheben